# Нирвана (фильм, 1997)
«Нирва́на» (1997) — фильм итальянского режиссёра Габриэле Сальватореса считается классическим произведением киберпанка.

## Сюжет
В недалёком будущем, будущем транснациональных корпораций и дзайбацу, живёт программист игр Джими (Jimi — Кристофер Ламберт), создавший интеллектуальную игру «Nirvana» и работающий на игрового гиганта «Okosama Starr». Но внезапно его компьютер поразил вирус, заразив главного героя игры «Nirvana» Соло (Solo — Диего Абатантуоно) и наделив его памятью «прошлых жизней», интеллектом и осторожностью. Поняв, что он — всего лишь персонаж компьютерной игры и устав от виртуальных смертей, Соло просит Джими стереть игру вместе с ним.
Чтобы выполнить просьбу, Джими вынужден покинуть свой дом и найти Ангела — того, кто способен проникнуть в сеть корпорации, обойдя Дьяволов (системы обнаружения и противодействия сетевым атакам), и удалить в базе данных копию игры. Он находит Джойстика (Joystick — Серджио Рубини), бывшего хакера, продавшего свои глазные роговицы и влачащего жалкое существование, и Наиму (Naima — Стефания Рокка), одарённую девушку, разбирающуюся в компьютерной технике, но не способную удержать в своей памяти воспоминания. Также Джими тоскует и ищет любимую жену, которая ушла от него в ашрам. Он выясняет, что она была неизлечимо больна и умерла, оставив после себя эйдетическую запись своей личности, которую может вставить себе в мозг и прочитать Наима.
Ситуация осложняется тем, что Джими преследует психолог из «Okosama Starr» (Хэл Яманучи). В конце концов, Джими самому приходится стать Ангелом при помощи этих друзей.
Находясь в сети корпорации, он встречает своих Дьяволов — родных и близких людей из воспоминаний. Джими всё же достигает своей цели, но его местонахождение засекла корпорация. Он стирает Соло. Фильм заканчивается началом неравной перестрелки Джими (покинутого друзьями) и убийц из «Okosama Starr».

## В ролях
- Кристофер Ламберт — Джими
- Диего Абатантуоно — Соло
- Эммануэль Сенье — Лиза
- Стефания Рокка — Наима
- Серджио Рубини — Джойстик
- Аманда Сандрелли — Мария
- Клаудио Бизио — Рэд Ровер
- Джиджо Альберти —  Доктор Раушенберг
- Авинаш Ганеш — Авинаш
- Хэл Яманучи — Психолог «Okosama Starr»

## Награды
В 1997 году фильм получил две награды итальянской киноакадемии Давид ди Донателло за лучший сценарий и звук.
В 1998 году фильм был номинирован как лучший фильм на фестивале Fantasporto, премия Интернешенл Фэнтэзи Филм Авордс.

## Саундтрек
OST песни из фильма «Нирвана» (1997)
1. Whatever It Is Pagani, Della Volpe and Now (vocals) 4:17
2. John Barleycorn (Must Die) S.L. Winwood and Traffic (vocals) 6:24
3. Eqbirotz Mauro Pagani 2:34
4. Sodae Cabral, Morais and Cesaria Evora (vocals) 4:54
5. Hotels Federico De Robertis 3:51
6. Chelsea Hotel Mauro Pagani 3:27
7. Nirvana Federico De Robertis 6:54
8. Last Dance Eraldo Bernocchi, Bill Laswell and Monks of the Gyued Monastery (vocals) 3:41
9. Town House Mauro Pagani 1:50
10. Tema di Lisa Federico De Robertis 1:45
11. Jimi e Solo Mauro Pagani 2:30
12. Lisa Mobile Federico De Robertis 3:05
13. Town House Mauro Pagani 1:21
14. Windy City Federico De Robertis 4:16
15. Chronotape Mauro Pagani 9:17
16. Tow Fu Mauro Pagani 1:18
17. J. Milonga Mauro Pagani 3:12

## Критика
Фильм «Нирвана» Габриэле Сальватореса — это прежде всего авторское кино, с разоблачением пустоты общества досуга и потребления, бесцельности человеческого существования в экзистенциальном вакууме. Название фильма является одноименным с компьютерной игрой, главный герой которой Соло, вынужден раз за разом проходить процесс реинкарнации. Согласно буддийской традиции, Нирвана — есть место последнего упокоения, кульминация цикла последовательных перевоплощений, растворение личности в бесконечности. Из диалога Соло со своим создателем: «Пожалуйста, подожди минуту…Когда ты сотрёшь меня, я превращусь…Во что? — В снежинку за окном. — Это не так уж плохо». Вот она, «начинка» фильма, а съёмки в жанре киберпанк — его «оболочка».
Для гармоничного сочетания «начинки» с «оболочкой» итальянский режиссёр насытил свой фильм отсылками не только к другим произведениям искусства, но и к таким культурным явлениям, как субкультура пост-хиппи и восточные эзотерические учения. Пастиш состоит из заимствований: книги Уильяма Гибсона «Нейромант», фильма «Бегущий по лезвию бритвы», комикса Мило Манара «Приключения Джузеппе Бергмана». Созданные авторами фильма образы обитателей окраин агломерации: Марракеша и Бомбей-сити, выглядят более чем живописно. Все куда-то движутся, звучит этническая музыка, курятся благовония — отсылка зрителей к образу жизни обитателей общины пост-хиппи и панков — Христиании, но с кибер-уклоном.
В поисках подруги, программист Джими, следуя своей карма-йоге, встречается в ашраме с её кибер-свами и получает аювердический чип воспоминаний закончившей земной путь Лизы. Наима — девушка с синими волосами и психопортом над бровью, бывший хакер Джойстик с черно-белыми видеопротезами вместо глаз — персонажи фильма «Нирвана». В традиции киберпанка, они постоянно находятся за пределами законности в мире, где контроль является постоянным, а все передвижения отслеживаются.
Место, в котором они живут — агломерация — город, объединяющий все города, народы, и правительства. А это отсылка к «Голому завтраку» писателя, философа Уильяма Стьюарда Берроуза, относящаяся и к бесконтрольной рекламе наркотиков в Марракеше (синтетическая колумбийская травка, мозговая промывка, синий кокаин, жидкая марихуана), употребление которых — норма для героев фильма. При изложении сюжетной линии фильма используется «метод нарезки», того же Берроуза, когда в основное повествование врываются сцены видений и воспоминаний о прошедших событиях. Учитывая, что само начало фильма «Нирвана»- это его развязка, возникает хронологическая путаница, когда на экране появляются персонажи еще неизвестные зрителю.
Особое внимание при создании фильма было уделено музыкальному оформлению, это относится как к саундтреку, так и к отсылкам, касающимся музыки. Герои фильма Джими и Лиза — большие меломаны, в их воспоминаниях всплывают названия групп Sex Pistols и Massive Attack. Музыка Мауро Пагани и Федерико Де Робертиса превосходно передает настроение фильма, но хотелось бы отметить три песни, которые сочетаются с основным музыкальным материалом. «Whatever It Is» можно назвать гимном ангелов. «John Barleycorn»- народная английская песня, под её звуки Джими бросает все и устремляется в неизвестность, чтобы через страдание и смерть, выполнить своё предназначение. «Sodade» Сезарии Эворы звучит, когда тоскующему по Лизе Джими является её образ с притчей о «тигре и человеке». Можно утверждать, что музыкальный ряд настолько гармонично встроен в сюжетную ткань фильма, что он насыщает её кислородом.

## Факты
- Фильм «Нирвана» снят главным образом в пригороде Милана Портелло, на старом сборочном заводе «Альфа-Ромео»[6].
- Фильм демонстрировался на Каннском кинофестивале вне конкурса в 1997 году вместе с «Пятым элементом» Люка Бессона.
- На международном кинофестивале «Fantasporto» фильм номинировался на Гран-при. Итальянская киноакадемия вручила картине свой приз «Давид Ди Донателло» за лучший монтаж и звук, и номинировала за лучшую режиссуру, сценарий и как лучший фильм года.[7]
- Диего Абатантуоно снялся в трех фильмах Габриэле Сальватореса.
- Костюмы для главных героев шил Джорджо Армани.
- В прокате Италии картина собрала более 11 миллиардов итальянских лир.